# Basílica subterránea de Porta Maggiore
La Basílica subterránea de Porta Maggiore es una basílica neopitagórica, que se encuentra en Roma, en el barrio de Prenestino-Labicano, cerca de la Porta Maggiore. Data de la época de tiberiana o claudia (entre los años 14 y 54).
Su descubrimiento ocurrió por casualidad el 23 de abril de 1917, al colapsar un techo de la basílica, cuando se estaba construyendo el viaducto ferroviario hacia la estación Termini y, a nivel de calle, la línea de tranvías que da servicio a los barrios situados a lo largo de la Vía Prenestina.

## Función
La función precisa del edificio es desconocida y es objeto de varias hipótesis. Puede ser una tumba o una basílica funeraria, un ninfeo, un lugar cuya frescura se aprecia en verano, sin ninguna función religiosa (specus aestivus) o, lo más probable, obra de una secta mística-esotérica que construyó un templo neopitagórico, como parece demostrar la naturaleza de la decoración.
La naturaleza mágica y misteriosa del lugar dio lugar a rumores de que fuera una morada de fantasmas y por esta razón, lugar de celebración de ritos mágicos.

## Descripción
Para construir la basílica fue necesario excavar mediante cortes cada vez más profundos en la roca de toba dejando pilares y columnas, vertiendo cemento a continuación para reforzar las paredes y crear una bóveda de cañón con una abertura.
La estructura subterránea presenta un vestíbulo cuadrado o pronaos de pequeñas dimensiones, la apertura del techo es la única fuente de iluminación de todo el edificio. Se puede acceder a este vestíbulo desde la Vía Prenestina por un tramo de escaleras. A continuación, se entra en una gran sala rectangular de 12 x 9 metros cuyo suelo está a unos 7 metros por debajo del nivel de la calle. Está organizada como una basílica: la sala está dividida en tres naves abovedadas separadas por dos líneas de tres grandes pilares que sostienen arcos. La nave central más amplia termina en un ábside central.
Las paredes y las bóvedas de las dos salas, recubiertas de cemento, están cubiertas con decoraciones elaboradas en estuco blanco, divididos en paneles que recuerdan al Tercer Estilo de pintura romana y representan escenas mitológicas con temas referentes al destino del alma y a los secretos de iniciación a los Misterios. Se muestra a Ganímedes, raptado por un genio alado, a Medea presentando una poción a un dragón que guarda el toisón de oro para que Jasón pueda apoderarse de él, la poetisa Safo lanzándose al mar (aunque en esta interpretación no hay unanimidad) y Victorias aladas, cabezas de medusa, niños jugando, almas conducidas al Inframundo, los signos zodiacales de Tauro y Géminis, un ritual de boda, objetos de culto, animales y un pigmeo que regresa a su choza después de la caza, y muchos otros temas.
La conservación excepcional de las decoraciones de estuco se debe a que el tiempo de utilización del lugar fue muy corto, pues construida a mediados del siglo I fue abandonada menos de medio siglo después. Debido a la fragilidad de las estructuras y decoraciones, el acceso al lugar es complicado.